# Павленков (хутор)
Павленков — хутор в Родионово-Несветайском районе Ростовской области.
Входит в состав Родионово-Несветайского сельского поселения.

## География

### Улицы
- ул. Заречная,
- ул. Подгорная,
- ул. Центральная.

## Население
| 2010 |
| ---- |
| 266  |